# Westermoor
Westermoor est une commune allemande du Schleswig-Holstein, située dans l'arrondissement de Steinburg (Kreis Steinburg), à sept kilomètres à l'est de la ville d'Itzehoe. Westermoor est l'une des onze communes de l'Amt Breitenburg dont le siège est à Breitenburg.

## Personnalités liées à la ville
- Emil Maurice (1897-1972), homme politique né à Westermoor.